# Гяруо

Casual Gyaru-o на обложке журнала Men’s Egg

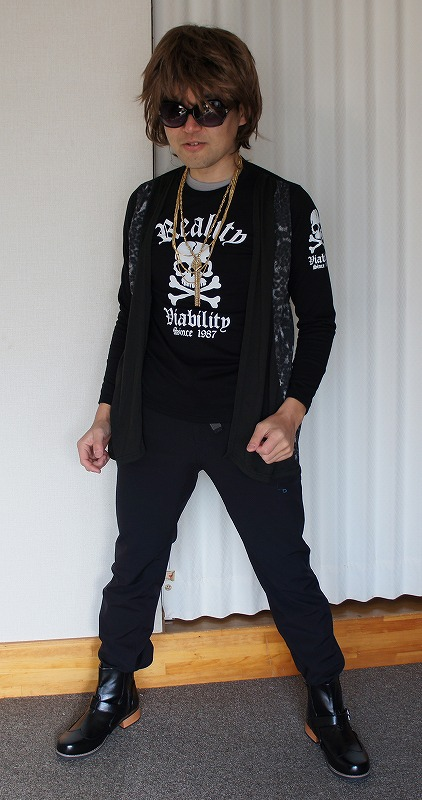
Гяруо

Гяруо (яп. ギャル男, ギャルオ, ギャル汚) — сугубо мужское направление в японской уличной моде, мужской вариант гяру. Гяруо выделяется глубоким загаром, окрашенными волосами и интересом к клубной музыке, такой как транс и евробит. Гяруо как эталон мужской моды, также вместе с Fruits оказал влияние на формирование внешности neo visual kei.

## Вариации
По популярной в Японии традиции образуются прибавлением к стилю слова стиль; принадлежащий к… (яп. 系 кэй)
- Милитари (яп. ミリタリー系 миритари: кэй)
- Рок (яп. ロック系 рокку кэй)
- Байкер (яп. バイカー系 байка: кэй)
- Американский казуал (яп. アメカジ系 амэрикадзу кэй)
- Сёрфер (яп. サーファー系 са:фа: кэй)
- Хост (яп. ホスト系 хосуто кэй)
- Взрослый (яп. お兄系 о-нии кэй)

## Блоги
- The online blogs of the top Men’s Egg magazine models (In Japanese)
- The official website for the popular Men’s Knuckle magazine (In Japanese) (недоступная ссылка)